# Helmine Held
Helmine Johanna Charlotte Held (* 23. Juni 1916 in Schifferstadt; † 31. Dezember 2002 in Grünwald) war eine deutsche Krankenschwester.

## Werdegang
Held verbrachte ihre Kindheit und Jugend in Ludwigshafen. 1935 begann sie ihre Ausbildung zur Krankenschwester. Während des Zweiten Weltkriegs war sie beim Luftwaffen-Sanitäts-Dienst als Rot-Kreuz-Schwester eingesetzt. Von 1945 bis zu ihrer Pensionierung im Juli 1982 war sie Generaloberin des Bayerischen Roten Kreuzes. Sie ließ nach Kriegsende das Rotkreuzkrankenhaus in München wieder aufbauen. Unter ihrer Leitung wurden 4000 Rotkreuzschwestern ausgebildet.

## Ehrungen
- Bayerischer Verdienstorden (1962)
- Florence-Nightingale-Medaille (1969)
- Verdienstkreuz 1. Klasse der Bundesrepublik Deutschland (1972)
- Großes Verdienstkreuz der Bundesrepublik Deutschland (1982)

- Bayerische Verfassungsmedaille in Gold
- Ehrenzeichen des Deutschen Roten Kreuzes
- weitere Rot-Kreuz-Auszeichnungen